# Holothrips pericles
Holothrips pericles är en insektsart som först beskrevs av Ian A. Hood 1938.  Holothrips pericles ingår i släktet Holothrips och familjen rörtripsar. Inga underarter finns listade i Catalogue of Life.